# Infanterie-Regiment „Herzog von Holstein“ (Holsteinisches) Nr. 85
Das Infanterie-Regiment „Herzog von Holstein“ (Holsteinisches) Nr. 85 war ein Infanterieverband der Preußischen Armee, der am 27. September 1866 in Münster aufgestellt wurde und später Garnisonen in Rendsburg, Kiel und Eckernförde hatte. 1919 wurde das Regiment aufgelöst und hatte bis dahin an etlichen Schlachten in drei Kriegen teilgenommen.

## Geschichte
Das Infanterie-Regiment Nr. 85 wurde gemäß der A.K.O. vom 27. September 1866 aus dem Bestand der bisherigen Regimentern der 13. Division aufgestellt.

### Regimentsname

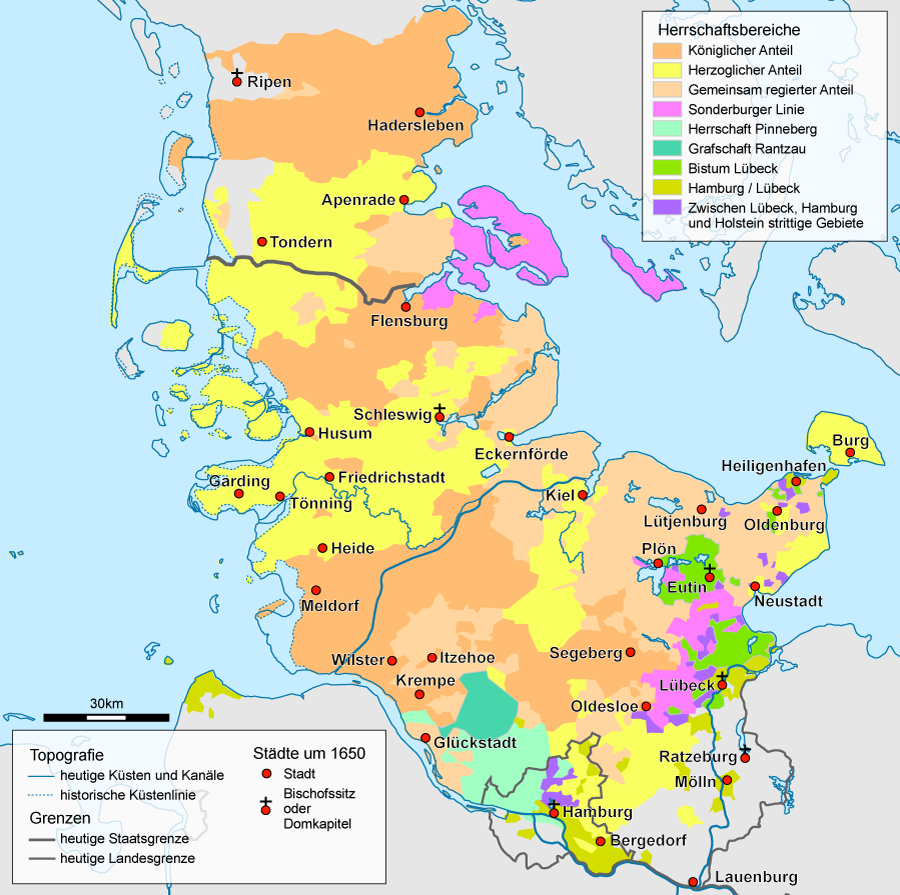
Übersicht der Holsteinische Gebiete, Herzogtum = Gelb

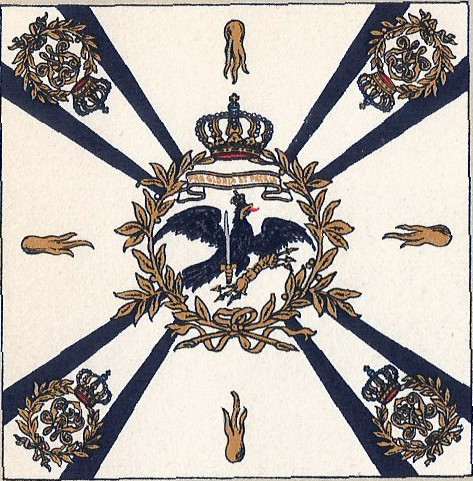
Regimentsfahne

Am 11. Juli 1867 erhielt das Regiment die Bezeichnung Holsteinisches Infanterie-Regiment Nr. 85, nach der Region, aus der es sich im Bereich des Herzogtums von Schleswig-Holstein-Sonderburg-Glücksburg hauptsächlich rekrutierte.
Zur Vorgeschichte der Regimenter mit Namensbestandteil Holstein ist bekannt, dass bereits früher solche Regimenter aufgestellt wurden, die neben Infanterie teils auch andere Truppengattungen wie beispielsweise Kavallerie ausgerichtet waren. Es sind auch Regimenter aus anderen Regionen bekannt, die ebenfalls Holstein als Namensbestandteil haben, weil es zeitweise üblich war, Namen und Adelsstand der jeweiligen Regimentschefs oder Regimentsinhabern beizufügen oder die Namen im Zuge von Heeres- und Regimentsreformen zu ändern. Zusätzlich sind Regimenter als Alt-Holstein und Neu-Holstein oder Jung-Holstein bekannt, siehe:
Erläuterung der Systematik.
Kaiser Wilhelm II. gab dem Regiment am 27. Januar 1889 den endgültigen Namen Infanterie-Regiment „Herzog von Holstein“ (Holsteinisches) Nr. 85. Mitglieder des holsteinischen Herzogsgeschlechts hatten dem brandenburgisch-preußischen Haus seit Generationen Kriegsdienste geleistet, und Herzog Ernst Günther von Schleswig-Holstein wurde à la suite des Regiments gestellt.

### Fahne
Der Verleihung der Fahnen erfolgte am 24. Juni 1867 und am 10. Oktober 1894. Nach dem Deutsch-Französischen Krieg wurden die Fahnen mit eisernen Kreuzen und schwarz-weißen Bändern ausgezeichnet. Der Stock der Fahne des II. Bataillons wurde zweimal von einer Gewehrkugel getroffen. Er erhielt an den verletzten Stellen silberne Ringe mit den Inschriften: „Failly, den 1. September 1870“ und „Artenay, den 3. Dezember 1870“. Zum Gottesdienst standen die Fahnen am Altar der Garnisonskirche Rendsburg. Nach Ende des Weltkrieges wurden die Fahnen ins Zeughaus Berlin überführt.

### Erste Aufstellung
Nach dem Deutschen Krieg waren die Einheiten der abgebenden 13. Division im westfälischen Münster stationiert. Aus diesen Beständen wurde wie folgt für Infanterie-Regiment Nr. 85 abgegeben.
- 25. Infanterie-Brigade
  - 1. Westfälisches Infanterie-Regiment Nr. 13
  - 5. Westfälisches Infanterie-Regiment Nr. 53
- 26. Infanterie-Brigade
  - 2. Westfälisches Infanterie-Regiment Nr. 15
  - 6. Westfälisches Infanterie-Regiment Nr. 55

Die Einheiten hatten für die Abgaben aus ihren Kompanien je Bataillon eine 5. Kompanie gebildet. Letztere hatten die etatmäßige Zahl an Unteroffizieren und zwei Drittel der etatmäßigen Zahl an Gemeinen. Diese zwölf Kompanien wurden von ihren Regimentern bekleidet und am 5. November in Münster i. W. (Hauptquartier der 13. Division) zusammengezogen und bewaffnet. Die zum neuen Regiment versetzten Offiziere wurden gleichfalls dorthin beordert. Am 10. November 1866 wurden die neue Regimenter zu den Garnisonen überführt.

### Verbleib
Nach dem Waffenstillstand zog die 18. Armee über Namur und überquerte am 15. November die Maas bei Dave (heute ein Teil Namurs). In Malmedy wurden von den Kompanien befehlsgemäß Vertrauensleute gewählt. Am Nachmittag des 21. Novembers erreichte das Regiment Deutschland, durchquerte die Eifel und überschritt am 29. bei Bonn den Rhein. Im Anschluss der Abnahme des Vorbeimarschs des Regiments an der Rheinbrücke durch den Divisionskommandeur, Freiherr von Massenbach, wurden die älteren Regimentsjahrgänge sowie die im Westen Beheimateten aus dem Regiment entlassen. Am 20. Dezember wurde dem Regiment die Ehre zuteil, am Schloss Wilhelmshöhe vor Generalfeldmarschall Paul von Hindenburg im Parademarsch vorbeimarschieren zu dürfen. In Hannöverisch Münden wurden die Bataillone am 23. bzw. 24. Dezember in den Zug verladen und trafen am 25. bzw. 26. in Rendsburg ein.

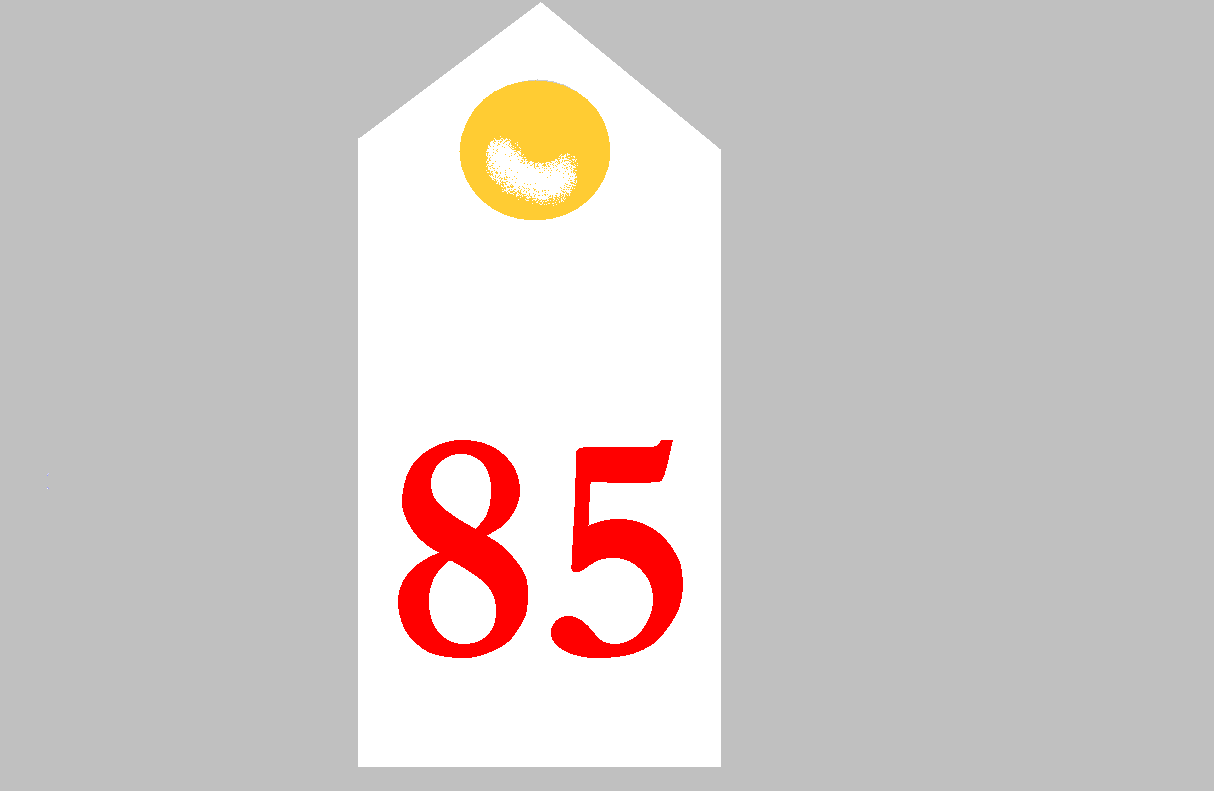
Schulterklappen des 85. Regiments
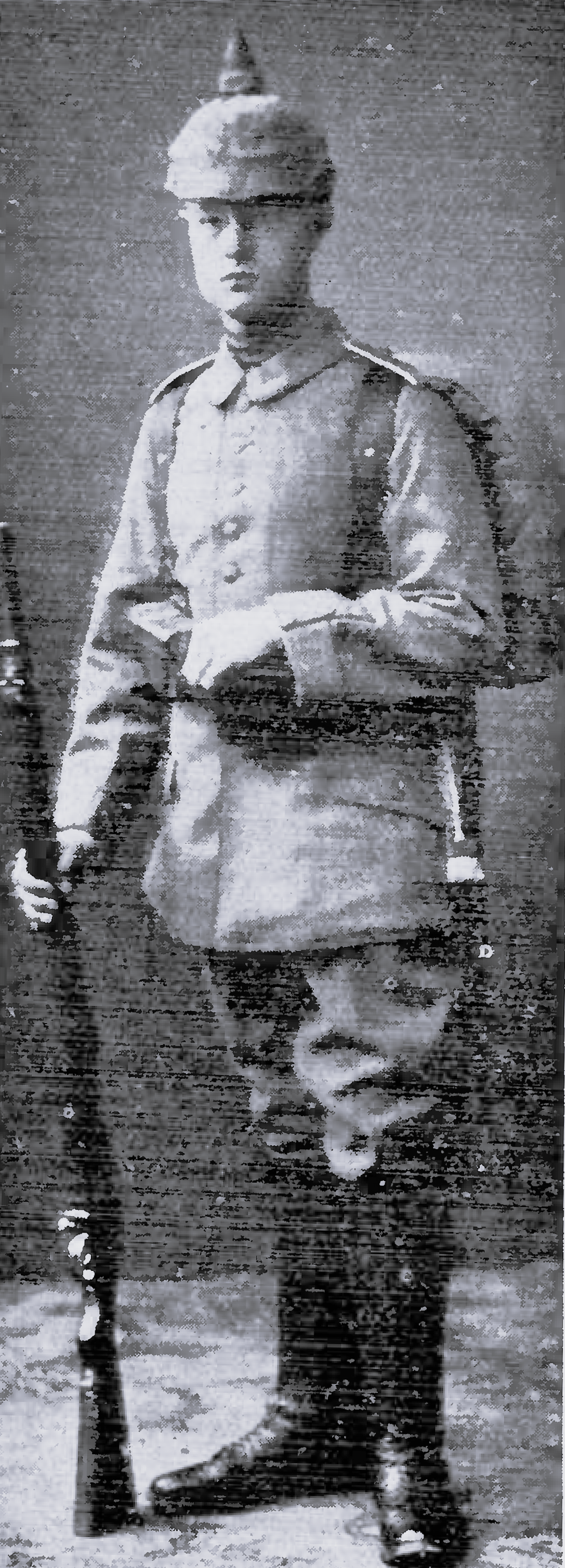
Soldat des 85. Regiments mit Uniform und Marschausrüstung
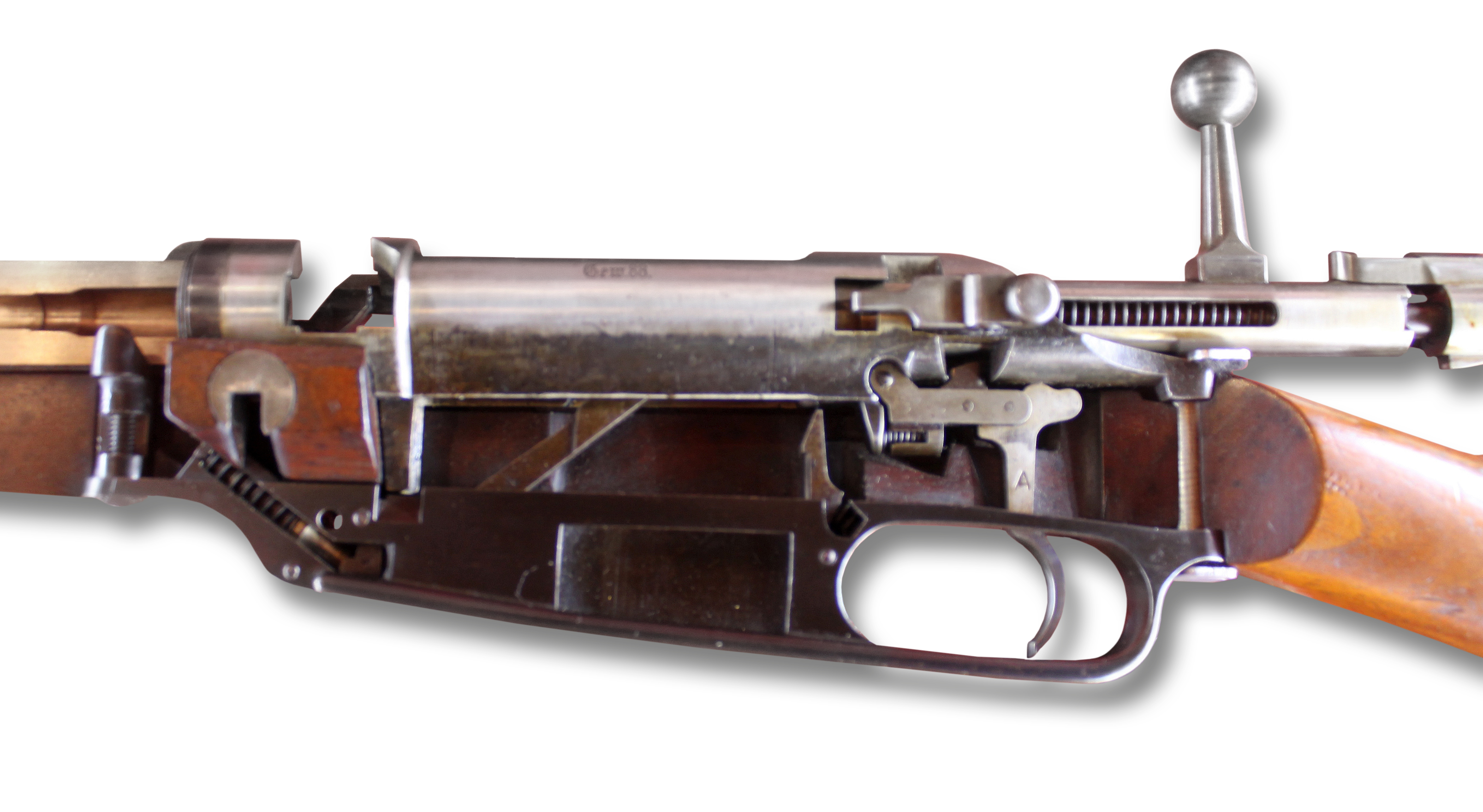
Gewehr 98 (Schnittmodell)
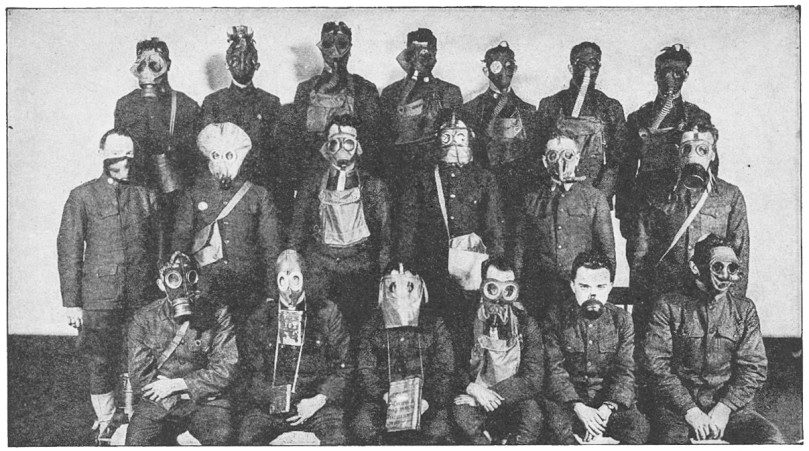
Gasmasken des Ersten Weltkriegs

## Bewaffnung und Ausrüstung

### Uniform
Das Regiment war Bestandteil der Preußischen Armee und trug die entsprechende Infanterieuniform. Neben der schwarz-weiß-roten Reichskokarde führte es die schwarz-weiße Landeskokarde am Helm und an der Mütze. Die Schulterklappen waren, wie bei allen Linien-Infanterie-Regimentern des Korps ab 1890, weiß mit roter Nummer, die brandenburgischen Aufschläge weiß mit gelber Paspel. Die gelblichen Knöpfe waren aus Tombak.

### Hauptbewaffnung
- das Regiment wurde mit dem Gewehr 88 und dem Seitengewehr 71 bewaffnet. Ab 1906 verwendete man das Gewehr 98
- ab 1909 wurde eine Kompanie zu einer MG-Kompanie umgebildet
- als erste neue Waffe im Stellungskrieg setzte das Regiment ab Januar 1915 den Minenwerfer ein
- des Weiteren die Soldaten des Regiments ab Januar 1915 wurden mit Handgranaten ausgerüstet
- ab Sommer 1915 gehörten die Gasschutzmittel zur Standardausrüstung im Graben
- ab Juli 1916 wurden im Regiment Flammenwerfer verwendet
- ab Juni 1917 das Maschinengewehr MG 08/15

Infanterie-Kaserne in Rendsburg
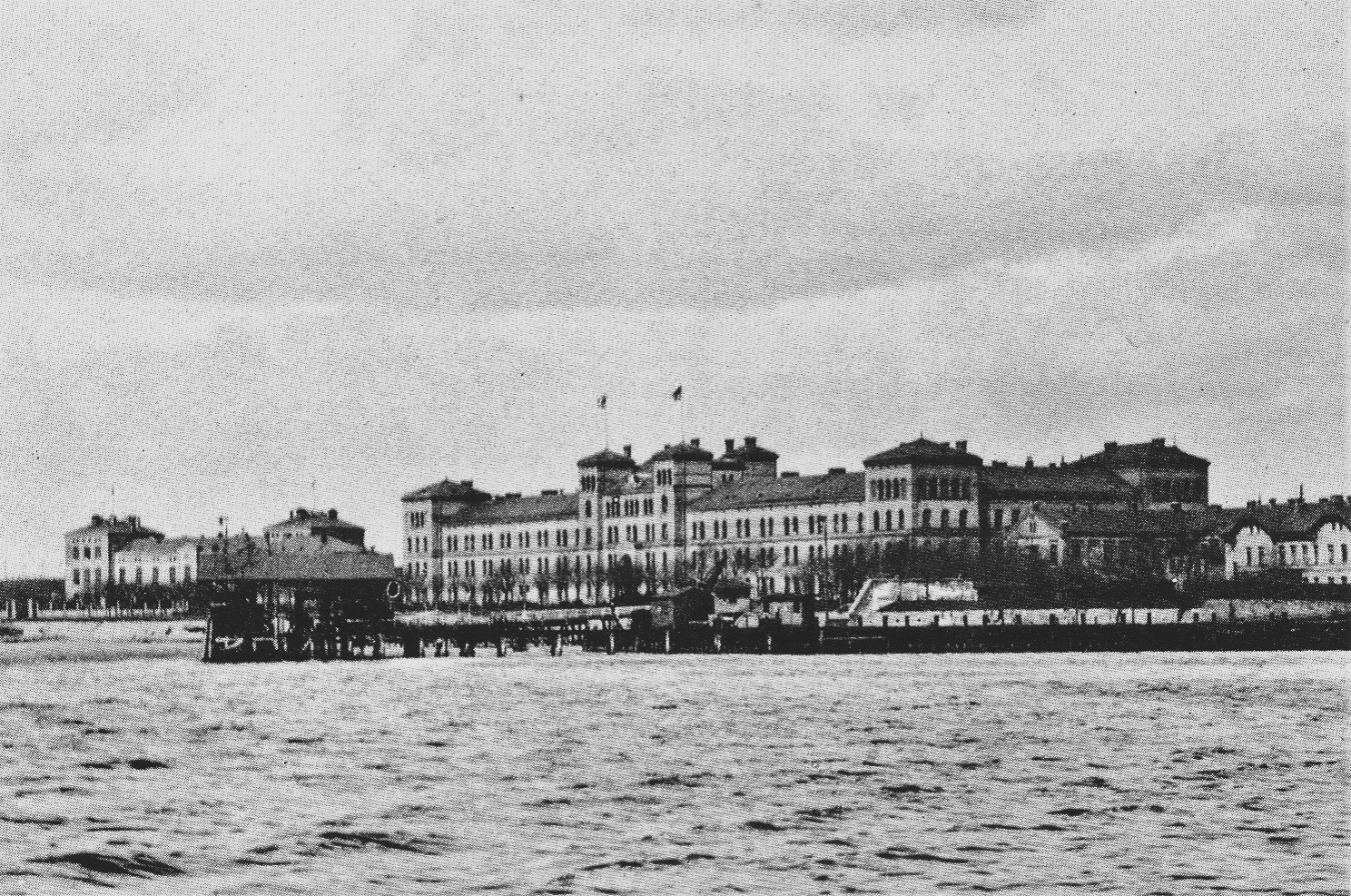
Kaserne in Kiel
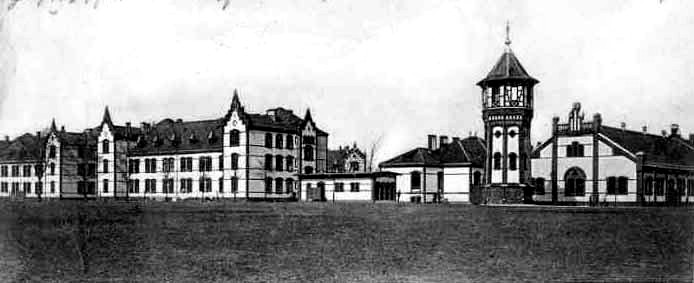
Kaserne in Neumünster
Kaserne in Altona

## Garnisonen und Standorte
Im Verlauf der Geschichte hatte das Regiment mehrere Garnisonen und weitere Standorte, die unter anderem bei Kriegsgeschehen auch temporär bezogen wurden. Die Garnisonen des Regiments waren oft prägend für die Ortsbilder und gleichzeitig gesellschaftlicher und wirtschaftlicher Faktor in den jeweiligen Orten. Nachfolgend eine Übersicht.
- 1866–1871
  - Rendsburg (I., II.)
  - Eckernförde (III.)
- 1872
  - Rendsburg (I.)
  - 1872–1896 Neumünster (II.)
  - 1871 Kiel (III.)
- 1896
  - Rendsburg (I., II.)
  - Kiel (III.)

Das Regiment war ab dem 11./12. August  in Altona, wo es zum Teil in der örtlichen Kaserne und zum Teil in Bürgerquartieren untergebracht war. Nach kurzer Zeit wurden die ersten Krankheitserscheinungen bei Soldaten festgestellt. Die Choleraepidemie von 1892 entwickelte sich in den darauf folgenden Tagen. Um das Regiment vor weiteren Erkrankungen zu schützen, ließ man es biwakieren. Über die Erkrankungen in den Truppenteilen wurden genaue Aufzeichnungen angefertigt, die später zur wissenschaftlichen Auswertung des Epidemieverlaufes genutzt wurden.

## Bekannte Einsätze des Regiments

### Deutsch-Französischer Krieg

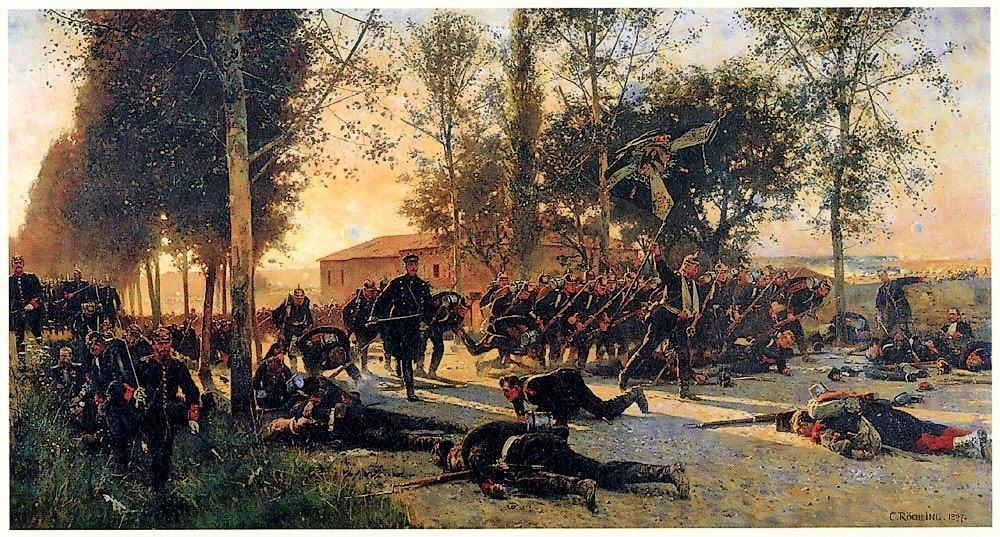
Carl Röchling: Tod des Majors von Halden (Schlacht bei Gravelotte, 18. August 1870)

Das Regiment erhielt am 16. Juli 1870 den Befehl zur Mobilmachung und traf am 1. August mit der Bahn in Worms ein. Zusammen mit dem 2. Schlesische Grenadier-Regiment Nr. 11 bildete es die 36. Infanterie-Brigade innerhalb der 18. Division unter Karl von Wrangel. Diese wiederum gehörte zum IX. Armee-Korps unter General der Infanterie von Manstein und zur 2. Armee unter dem Oberbefehl des Prinzen Friedrich Karl von Preußen.
Das Regiment kämpfte bei Colombey, bei Gravelotte und bei Noisseville, nahm an der Belagerung von Metz teil, und focht bei Orléans und Le Mans.
Das Vorgehen des Füsilierbataillons am 18. August bei Gravelotte wurde auf einem Schlachtengemälde festgehalten und hing bis zur Auflösung des Regiments in dessen Offizierskasino. Danach kam es in die Obhut der Stadt Rendsburg.
Die Kriegsverluste des Regiments waren erheblich:
|                            | gefallen | verwundet | vermisst | gesamt |
| -------------------------- | -------- | --------- | -------- | ------ |
| Offiziere                  | 20       | 29        | 0        | 49     |
| Unteroffiziere und Gemeine | 389      | 883       | 12       | 1.284  |
| Gesamt                     | 409      | 912       | 12       | 1.333  |
|                            |          |           |          |        |

Für die bei der Schlacht von Le Mans erbeuteten Geschütze schenkte der preußische König Wilhelm dem Regiment einen Geschütz-Douceur-Gelder-Fonds und Prinz Friedrich Karl stiftete für diesen 6.000 Mark. Die Zinsen sollten zu Gunsten von Kapitulanten und Unteroffizieren verwendet werden.
Den Kommandeur der Division schenkte dem Regiment seine Epauletten sowie seinen Feldzugsdegen, die dann im Offizierskasino verwahrt wurden. Auch wurde das Offizierskasino mit einer reichhaltigen Bibliothek ausgestattet.

### Erster Weltkrieg
Die Mobilmachung bei Ausbruch des Ersten Weltkriegs dauerte für das Regiment vom 2. bis zum 6. August 1914. Dann wurde es nach Aachen verlegt. Zusammen mit dem Infanterie-Regiment „Graf Bose“ (1. Thüringisches) Nr. 31 bildete es die 36. Infanterie-Brigade innerhalb der 18. Division, die als Teil des IX. Armee-Korps unter Ferdinand von Quast zur 1. Armee unter Generaloberst Alexander von Kluck gehörte.
|                    | Offizier | Mann  | Pferde | MG |
| ------------------ | -------- | ----- | ------ | -- |
| Verpflegungsstärke | 83       | 3.241 | 237    |    |
| Gefechtsstärke     | 75       | 2997  |        | 6  |

#### 1914
Von Aachen rückte das Regiment am 11. August zuerst in Richtung Lüttich vor. Am 18. August erhielt es in der Schlacht an der Gette seine Feuertaufe. Es kämpfte danach in der Schlacht bei Mons bei Obourg, in Château-Thierry gegen eine abgesessene französische Kavallerieeinheit und in Courgivaux, bevor die 1. Armee zurückgezogen wurde.
Nach einem Gefecht beim Überqueren der Aisne bei Vic-sur-Aisne traf der erste, 570 Mann starke Ersatz ein. Mit der Eroberung Autrêches, als letztmals Tambours verwendet wurden, endete für das Regiment der Bewegungskrieg und es ging zum Stellungskrieg um Moulin-sous-Touvent über. Bis Oktober 1915 lag das Regiment dort im Abschnitt Touvent Ferme.

#### 1915
Abseits des Abschnittes wurde am 11. Januar wurde das aus dem I. Bataillon (I./85) des Regiments, dem I./Res 86, dem II./163 und der Maschinengewehr-Abteilung Nr. 75 als Regiment „Richelot“ zur Verfügung der in Terny-Sorny stationierten 5. Infanterie-Division zur Verfügung gestellt. Diese zog mit ihm in die erste Schlacht von Soissons des Weltkriegs.
Das Reserve-Bataillon nahm am 16. März neben anderen Reserven an einer Parade vor dem Kaiser in Blérancourt teil.
Aus dem eintreffen Ersatz des 30. März wurde aus den Kompanien 13. und 14., das IV. (Halb-)Bataillon des Regiments gebildet.
Am 18. Juli wurde der Führer des III. Bataillons, Major Walter von Kielmannsegg, zum Kommandeur des Füsilier-Regiments „Königin“ (Schleswig-Holsteinisches) Nr. 86 ernannt.
Im September hatte der Feind, unter den Feldherren Joffre und French, einen Durchbruchsversuch über zwei Positionen, Artois und Champagne, unternommen. Mitte Oktober, die Schlachten näherten sich ihrem Ende, wurde die 18. Infanterie-Division Bestandteil der 3. Armee und in die Schlacht in der Champagne versetzt. Das Regiment kam südlich Sainte-Marie-à-Py zum Einsatz. Keine zwei Wochen darauf wurde auch der Führer des III. Bataillons zu Beginn des Krieges, Major Wilhelm Hagedorn, zum Kommandeur eines Regiments, dem Infanterie-Regiment „Bremen“ (1. Hanseatisches) Nr. 75, ernannt.

#### 1916
Der seit dem 17. April vorbereitete Gasangriff, das Unternehmen Neue Feldküche, konnte wetterbedingt jedoch vorerst nicht ausgeführt werden. Die Artillerien schwiegen vom 23. April (Ostersonntag) bis Anfang Mai. Die Aktivitäten ließen in Erwartung des Wetterumschwungs, deutlich nach. Etwa einen Monat später, am 19. Mai, ergaben sich endlich für das Unternehmen günstigere Wetterbedingungen. Bedingt durch die lange Vorbereitung war der Feind jedoch vorbereitet. Durch das Abbrennen von Strohfeuern wurde durch deren Wärme das Gas über ihn hinweggetragen.
Das V. Reserve-Korps löste am 10. Juni das IX. Armee-Korps ab.
Nach 14 Tagen in Ruhe wurden die 85er alarmiert und nach Estrèes versetzt. Nach beträchtlichen Verlusten wurde es am 21. Juli in die Etappe nach Leschelle zurückgezogen. Während es mit Ersatz aufgefüllt wurde, besichtigte der Kommandierenden General, Ferdinand von Quast, am 9. August das Regiment, bevor es am 19. August zurück nach Estrèes kam. Die dortige Abnutzungsschlacht dauerte für die 85er bis zum 9. September. Die Division wurde verladen und zur 6. Armee in die Heeresgruppe Kronprinz Rupprecht als Heeresgruppenreserve nach Vitry-en-Artois verlegt, bevor sie südlich von Arras eingesetzt wurde.
Der bis jetzt erhaltene Ersatz des Regiments setzte sich bis jetzt aus Schleswig-Holsteinern, Mecklenburgern, Hamburgern und Hannoveranern zusammen. Der hier erhaltene Ersatz sollte jedoch die Landsmannschaftliche Homogenität des Regiments zerstören. Es handelte sich um Soldaten aus Thüringen, dem Rheinland, Schlesien und Baden.
In Wancourt, dem Lager des Reservebataillons, wurde am 28. September den 50. Jahrestag des Regiments gefeiert. Der Herzog Ernst Günter von Schleswig-Holstein war der bedeutendste der diesem Ereignis beiwohnenden Ehrengäste.
Mitte Dezember, das Friedensangebot war gerade gestellt worden, wurde die Division aus der Front zurückgezogen und eine Woche danach an die Ancre verlegt. Die 85er lagen dort bei Grandcourt.

#### 1917
Bei einer Lagebesprechung der 21. Infanterie-Division, der das Regiment unterstellt war, schlug der Regimentskommandeur Thümmel vor, die Stellung in Grandcourt zu räumen und auf das nördliche Ufer der Ancre zurückzugehen. Das tat die Division am 13. Januar und verkürzte somit die Frontlinie um 1300 Meter. Die 85er erhielten den Abschnitt um Miraumont zugeteilt.
Mitte Februar kam es in die Etappe nach Blécourt. Von hier wurde das Regiment Anfang März zu den letzten Vorbereitungen des Unternehmens Alberich herangezogen, um danach in das Ruhequartier nach Denain zu kommen. An der Frühjahrsschlacht von Arras nahm das Regiment zwischen Fresnes-lès-Montauban seit dem 11. April teil. Nachdem das Regiment dort am 22. sein II. Bataillon verlor, wurden es in die Ruhequartiere in der Etappe der 2. Armee in und um Cambrai verlegt.
Nach kurzer Ruhezeit wurde das Regiment bei Rumilly eingesetzt. Obwohl die Engländer bereits in der Schlacht an der Somme Tanks einsetzte, bekämpften das Regiment sie erstmals hier.
Das nächste Ruhequartier bezog das Regiment ab Ende August südlich von Brügge in Flandern. Am 13. September nahm es im Divisionsverband an einer Parade vor Kronprinz Rupprecht teil, bevor es am linken Flügel der Gruppe „Dixmuiden“ (4. Armee) in den nach deren Wäldern benannten Abschnitt Houthoulst versetzt wurde. Am 8. Oktober sollte es dort sein III. Bataillon und seinen Regimentsstab, er wurde durch einen Volltreffer außer Gefecht gesetzt, verlieren.
Das Regiment wurde am 13. Oktober im Divisionsverband in Richtung Ostfront abgezogen. Nach fünftägiger Fahrt wurde in der Heeresgruppe „Eichhorn“ Wilna erreicht. Da kam es jedoch nicht zum Einsatz, da es noch während dessen Vorbereitungszeit zurück an die Westfront befohlen wurde. Zuerst ging es wieder per Bahn, dann per pedes nach Mülhausen, Garnison des Infanterie-Regiments „Prinz Wilhelm“ (4. Badisches) Nr. 112, wo die Division Ende November eintrifft. Die Division unterstand der Armeeabteilung B. Hierbei unterstand das Regiment allerdings im besonderem dem Generalkommando X (Gkdo. X).

#### 1918

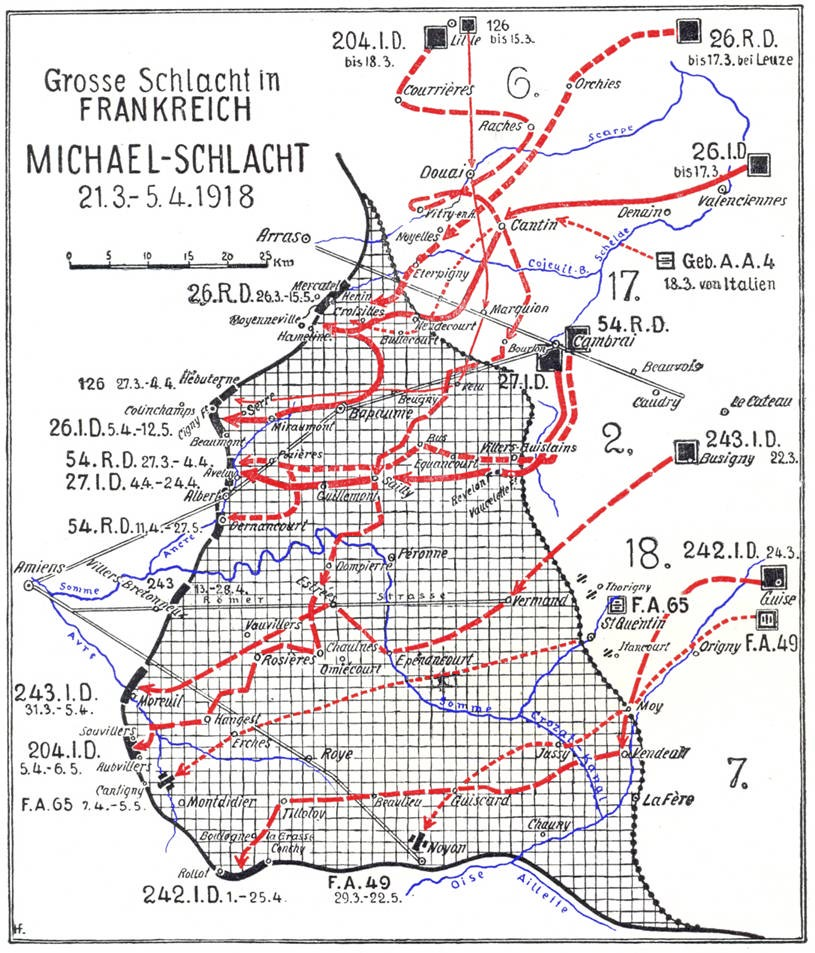
Operation Michael der deutschen Frühjahrsoffensive

Am Kaisergeburtstag 1918, dem 27. Januar, stand das Regiment neben anderen Parade vor dem Kommandierenden General Schmidt von Knobelsdorf (Gkdo. X) und verließ am 10. Februar Mülhausen.
Das Regiment wurde zur Gruppe „Busigny“ nach Gonnelieu versetzt. Dieser Ort war ursprünglich auf der englischen Seite und wurde im November des Vorjahres bei dem deutschen Gegenstoß in der Schlacht von Cambrai erobert. Die Division unterstand in der Deutschen Frühjahrsoffensive dem XXIII. Reserve-Korps unter Hugo von Kathen, welches wiederum zur Cambrai-Armee unter Georg von der Marwitz gehörte. In der Vorbereitung der Schlacht wurden das Regiment zum 21. März in der Siegfriedstellung südlich von Bony bereitgestellt.
Die Einnahme Ronssoys am Folgetag ist vom Kriegsmaler Bachmann auf einem Schlachtengemälde, welches der Stadt Rendsburg nach dem Kriege übergeben worden ist, festgehalten worden.
Kurz danach wurde das Regiment in die Nähe Chipillys im Gebiet der Somme verlegt. Im Mai herausgezogen verbrachten das Regiment ruhend in der Etappe des I. Reserve-Korps um Tournai vorerst bis zum 21. Juli. Am 28. Mai besichtigte es der Kommandierende General Kurt von Morgen. Als sich das Blatt in der Frühjahrsoffensive wendete, wurde die Division in das Korps „Hofmann“ verlegt. Sie gliederte sich in drei Gruppen. Eine von ihnen war die Gruppe „von Enckevort“. Ihr oblag es, die Höhen um Cuffies vorerst zu sichern.
Am 27. Juli bereits marschierte die Gruppe nach Augy, um dort als Heeresgruppenreserve der Gruppe „von Etzel“ des XVII. Armee-Korps zu dienen.

#### Rückzugskämpfe 1918
Im Wald östlich Launoys kämpften die 85er ab dem 30. und zogen sich tags darauf hinter die Vesle auf die Blücher-I-Stellung zurück. Das Regiment unterstand nun der Garde-Ersatz-Division, bevor es am 7. August aus dem Verbande ausschied und Korps-Reserve wurde. Unter den Befehl der 18. Infanterie-Division traten das Regiment am 21. August 1918 wieder.
Unter dem Kennwort „Flußschiffahrt“ begann am 2. September die Rückwärtsbewegung hinter der Aisne. Unter dem Stichwort „Talfahrt“ wurde am 27. September die 7. Armee in die „Kanalriegelstellung“ zurückgenommen. Am 5. Oktober kam das Regiment in das Ruhequartier bei Bresles, kehrte jedoch schon am 8. bei der Malval-Ferme an die Front zurück. In der Nacht zum 10. Oktober wurde die 7. Armee in die Ekkehardstellung entlang der Ailette, am 11. auf die Hundingstellung zurückverlegt.
Das Regiment trat am 12. Oktober zur 18. Armee nach Grand-Verly über. Diese wurde am 18. auf das Ostufer des Oise-Sambre-Kanals zurückgenommen. Nachdem das Regiment hier am 4. November sein III. Bataillon verlor, zog es sich am Abend in die Esquéhéries-Stellung zurück. Nachdem man am 8. die Cäsarstellung in Richtung Antwerpen―Maas-Stellung verließ, waren die Reste des Regiments am 11. November Hestrud.
|                                 | gefallen | verwundet | vermisst |
| ------------------------------- | -------- | --------- | -------- |
| Offiziere                       | 97       | 183       | 8        |
| Unteroffiziere und Mannschaften | 1.864    | 6.664     | 2.218    |
| Gesamt                          | 1.961    | 6.747     | 2.226    |

## Organisation und Unterstellungen

### Deutsch-Französischer Krieg
- IX. Armee-Korps in Altona
  - 18. Division in Flensburg
    - 36. Infanterie-Brigade in Rendsburg
      - 2. Schlesisches Grenadier-Regiment Nr. 11 in Altona
      - Infanterie-Regiment „Herzog von Holstein“ (Holsteinisches) Nr. 85

### Erster Weltkrieg
Mobilmachung
- IX. Armee-Korps in Altona
  - 18. Division in Flensburg
    - 36. Infanterie-Brigade in Rendsburg
      - Infanterie-Regiment „Graf Bose“ (1. Thüringisches) Nr. 31 in Altona
      - Infanterie-Regiment „Herzog von Holstein“ (Holsteinisches) Nr. 85

#### Gliederung
- I. und II. Bataillon
- III. Füsilier-Bataillon
- temporär existierte bis 1897 ein IV. (Halb)Bataillon

I., II. und III. Bataillon die auf dem Felde rotierend eingeteilt werden in
- Ruhe-Bataillon (R-Bataillon)
- Bereitschafts-Bataillon (B-Bataillon)
- Kampf-Bataillon (K-Bataillon)
- temporär existierte auch hier ein IV. (Halb)Bataillon

#### Unterstellte Truppenteile
- zur Bedienung der am 15. September 1916 zugewiesenen neuen Bewaffnung wurde eine MW-Kompanie gebildet
  - ein Leutnant
  - zwölf Granatwerfer
- ab 1. Oktober 1916 wurde in jedem Bataillon eine MG-Kompanie gebildet
- ab Oktober wurde 12-tägige Sturmtrupp-Lehrgänge nach Rohr'schem Vorbild abgehalten
  - ein Offizier (oder Unteroffizier)
  - acht Mannschaften
- während der Frühjahrsschlacht von Arras wurde das Regiment am 23./24. April 1917 durch das Bataillon III./31 verstärkt
- Ende Mai 1917 bekam jedes Bataillon seine eigene MW-Kompanie

#### Abtretungen
Zur Aufstellung anderer Einheiten mussten abgegeben werden:
- 1. April 1881 – die 6. Kompanie an das Infanterie-Regiment Nr. 129
- 1. April 1887 – die 5. Kompanie an das Infanterie-Regiment Nr. 137
- 1. April 1897 – das Halbbataillon zur Formierung des Infanterie-Regiments Nr. 163

Im Ersten Weltkrieg wurden abgegeben
- 12. August 1914 – die 4. Kompanie wird der Marine-Kanonen-Batterie 3 zugeteilt (Rückkehr am 20. Oktober)
- Ende Mai 1915 – die 14. Kompanie scheidet zur Bildung des neuen Infanterie-Regiments Nr. 187 aus[5]
- 5. August 1918 – 11. Kompanie wurde dem Infanterie-Regiment Nr. 377 zur Verfügung gestellt

### Kommandeure
| Dienstgrad            | Name                               | Datum                                                 |
| --------------------- | ---------------------------------- | ----------------------------------------------------- |
| Oberstleutnant/Oberst | Adolf des Barres                   | 30. Oktober 1866 bis 11. April 1870                   |
| Oberst                | Friedrich Wilhelm von Falkenhausen | 12. April 1870 bis 10. Juni 1872                      |
| Oberst                | Wilhelm von Voss                   | 11. Juni 1872 bis 27. Mai 1874                        |
| Oberstleutnant        | Ludwig von Spangenberg             | 28. Mai bis 8. Juni 1874 (mit der Führung beauftragt) |
| Oberstleutnant/Oberst | Ludwig von Spangenberg             | 09. Juni 1874 bis 9. Juli 1880                        |
| Oberstleutnant/Oberst | Karl von Doering                   | 10. Juli 1880 bis 11. November 1885                   |
| Oberst                | Otto von der Wense                 | 12. November 1885 bis 11. Dezember 1888               |
| Oberst                | Friedrich Goldschmidt              | 12. Dezember 1888 bis 15. Mai 1891                    |
| Oberst                | Johannes Emil von Hanstein         | 16. Mai 1891 bis 17. August 1894                      |
| Oberst                | Berthold Roether                   | 18. August 1894 bis 16. April 1897                    |
| Oberst                | Kurt von Sperling                  | 17. April 1897 bis 17. April 1901                     |
| Oberst                | Hermann Bickel                     | 18. April 1901 bis 16. Februar 1903                   |
| Oberst                | Johannes Konopacki                 | 17. Februar 1903 bis 12. März 1906                    |
| Oberst                | Adalbert von Seld                  | 13. März 1906 bis 1. April 1908                       |
| Oberst                | Johann Michaelis                   | 02. April 1908 bis 26. Mai 1910                       |
| Oberst                | Wilhelm Barre                      | 27. Mai 1910 bis 30. September 1913                   |
| Oberst                | Anton Digeon von Monteton          | 01. Oktober 1913 bis 26. Dezember 1914                |
| Oberst                | Theodor Richelot                   | 27. Dezember 1914 bis 30. Mai 1915                    |
| Oberst                | Kurt Wilcke                        | 31. Mai 1915 bis 1. Mai 1916                          |
| Oberst                | Günther Bronsart von Schellendorff | 02. Mai 1916 bis                                      |
| Major                 | Friedrich von Pommer               | bis 13. September 1916 (†)                            |
| Major                 | Paul Thümmel                       | 18. September 1916 bis 3. November 1917               |
| Oberstleutnant        | Wilfried von Lettow-Vorbeck        | 04. November 1917 bis 21. März 1918 (†)               |
| Oberstleutnant        | Julius von Enckevort               | 22. März 1918 bis Demobilisierung                     |

## Auflösung und Nachwirkung (ab 1919)

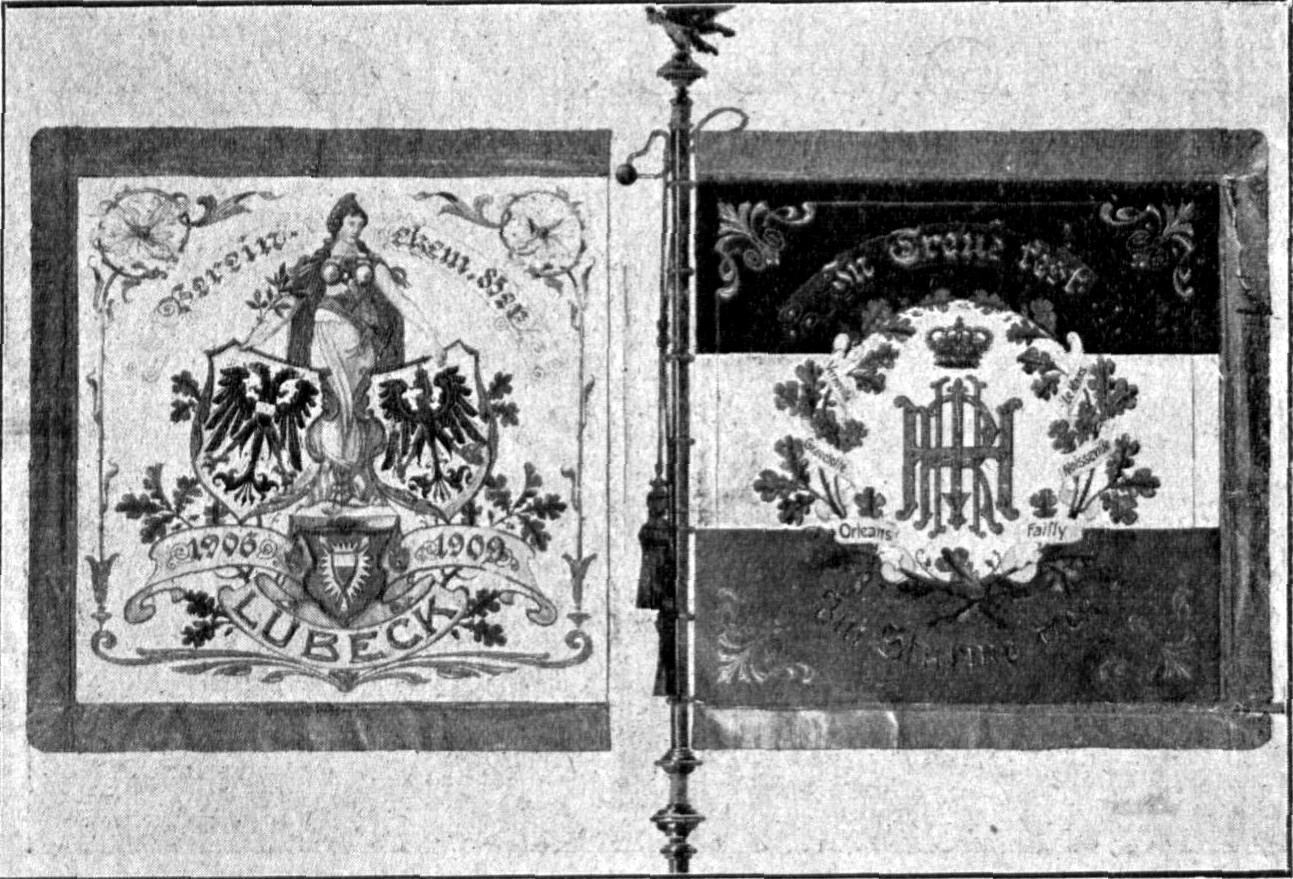
Fahne des Vereins

Ab 26. Dezember 1918 erfolgte in Rendsburg die Demobilisierung des Regiments. Aus Teilen wurden im Februar 1919 das Freikorps „Schleswig-Holstein“ mit den Freiwilligen-Regimentern „Seyfert“ und „Schelle“ gebildet. Dieses kam im März in Berlin sowie im Juli 1919 in Hamburg zum Einsatz, wo es einen Teil der Sicherheitspolizei bildete.
Vom Regiment war ein Demobilmachungskommando für die verbleibenden Auflösungsarbeiten gegründet worden. Mit der am Neujahrstag 1919 von der Stadt veranstalteten Begrüßungsfeier endete die Geschichte des Infanterie-Regiments „Herzog von Holstein“ (Holsteinisches) Nr. 85.
Die Tradition übernahm in der Reichswehr durch Erlass des Chefs der Heeresleitung, General der Infanterie Hans von Seeckt, vom 24. August 1921 die 10. Kompanie des 6. Infanterie-Regiments in Lübeck.
In Lübeck  wurde ein Verein ehemaliger Regimentsangehöriger „85er“ gegründet.

### Denkmale
- Gedenktafel 1870/71 in der Pauluskirche
- An der Rückseite der ev. Garnisonkirche am Paradeplatz im Stadtteil Neuwerk steht das am 19. und 20. Mai 1923 eingeweihte Regimentsdenkmal (Lage) für die im Ersten Weltkrieg gefallenen Angehörigen des Regiments. Die Figur des Infanteristen auf dem Sockel wurde 1922 von Bildhauer Richard Kuöhl geschaffen. Den Sockel wird aus vier aufgemauerten Stufen aus Backstein gebildet. Darauf sitzt ein erschöpfter Terrakotta-Soldat im Mantel; die ‚85’ auf den Schulterklappen weist ihn als Regimentsangehörigen aus. Er stützt sich auf den linken Arm und seinen Stahlhelm ab, den er mit der Hand hält. In der rechten Hand hält er eine Stabhandgranate der Blick ist ausdruckslos zu Boden gerichtet.

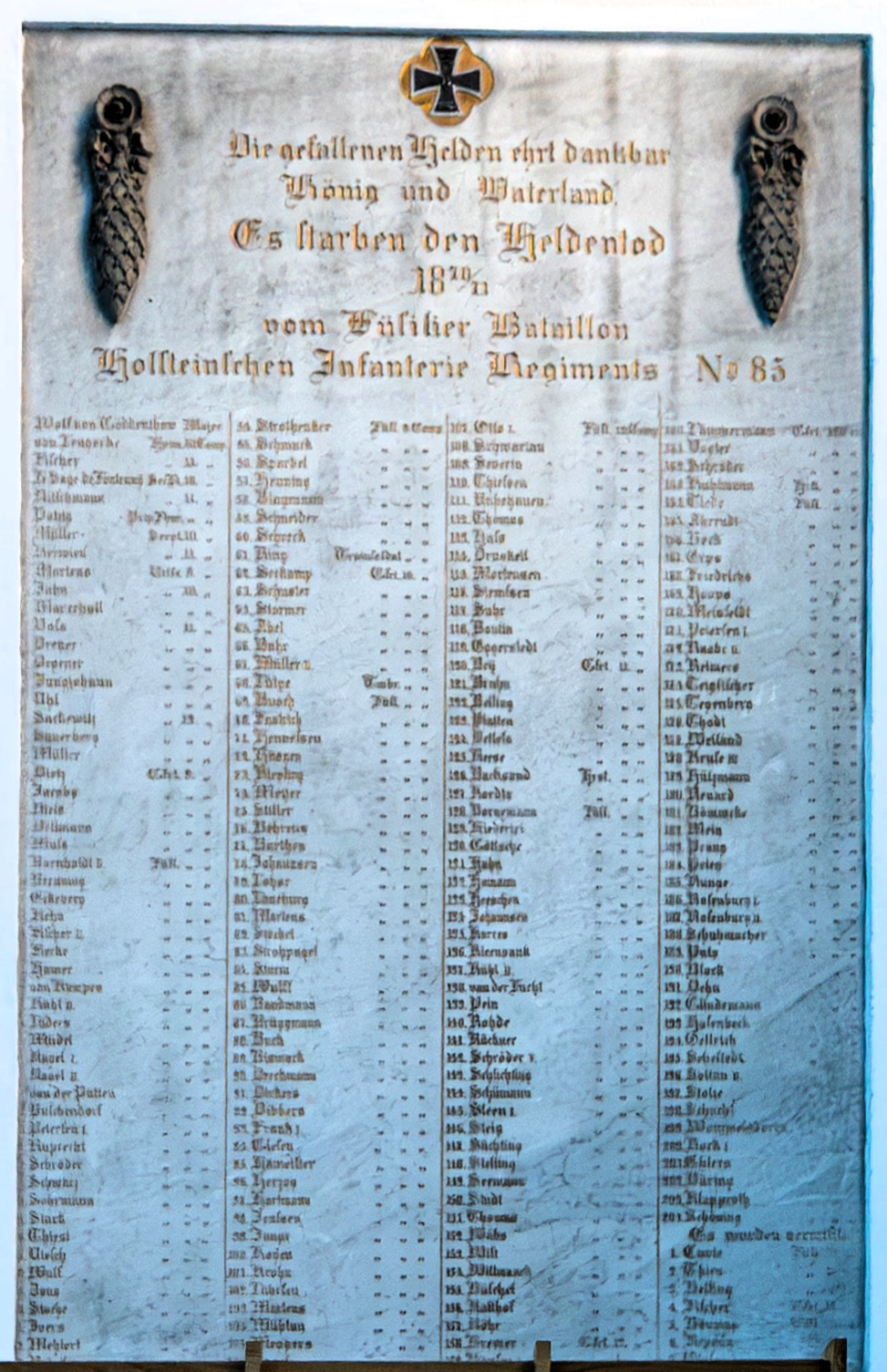
Gedenktafel 1870/71
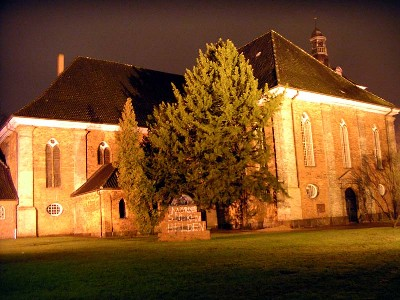
Ehrendenkmal vor der Garnisonskirche
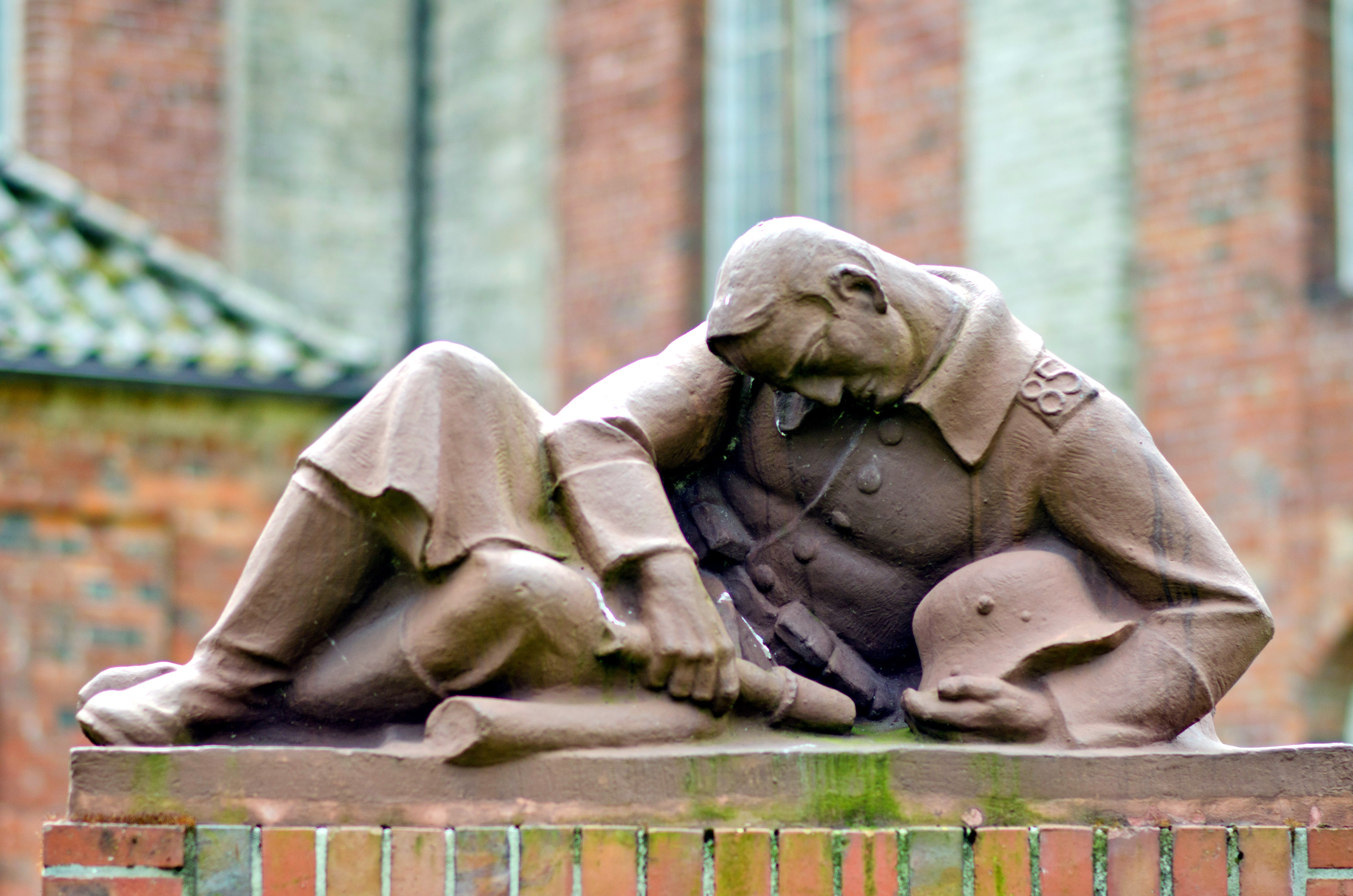
Skulptur des Denksmals
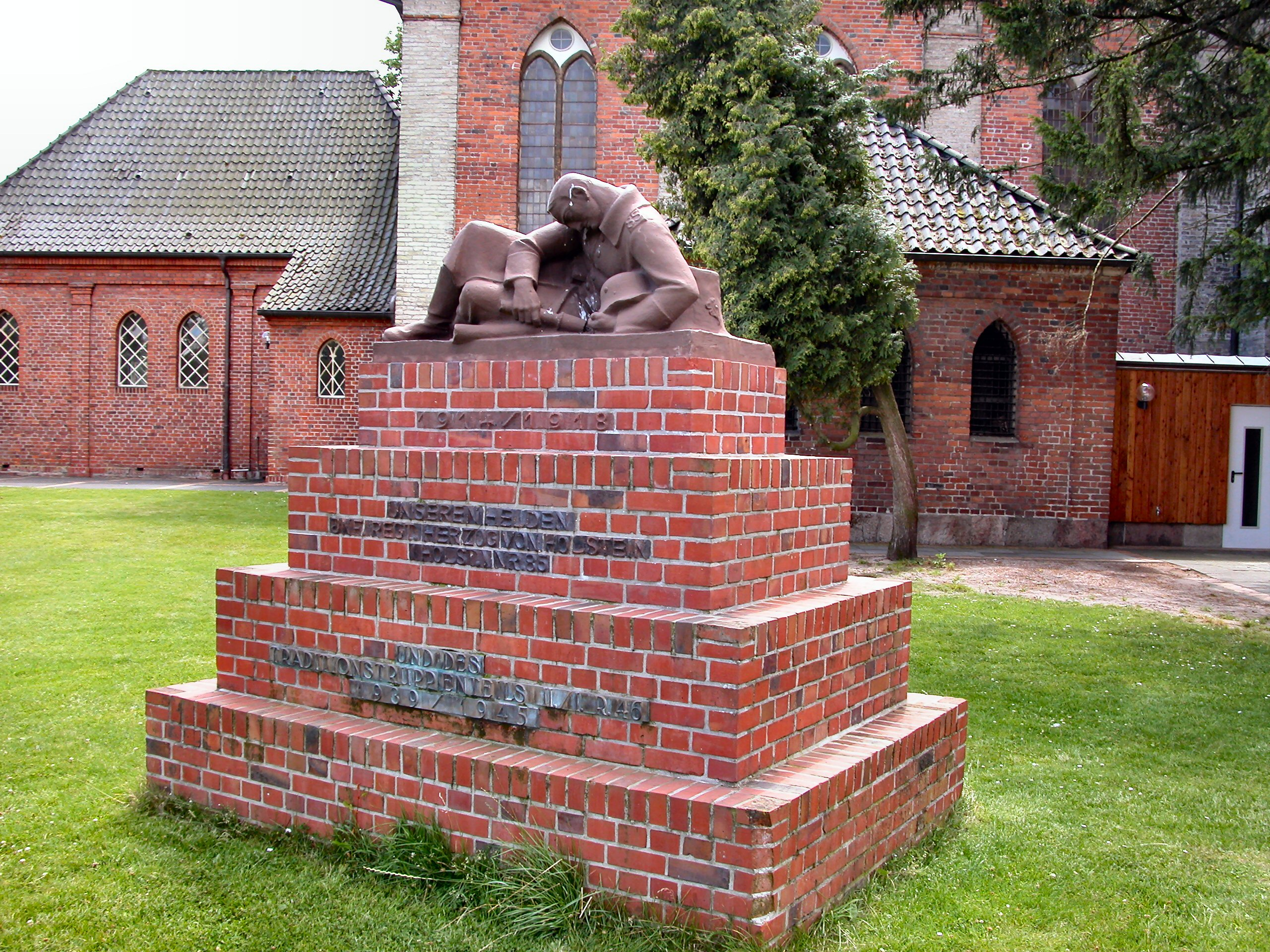
Denkmal Sockelvorderseite
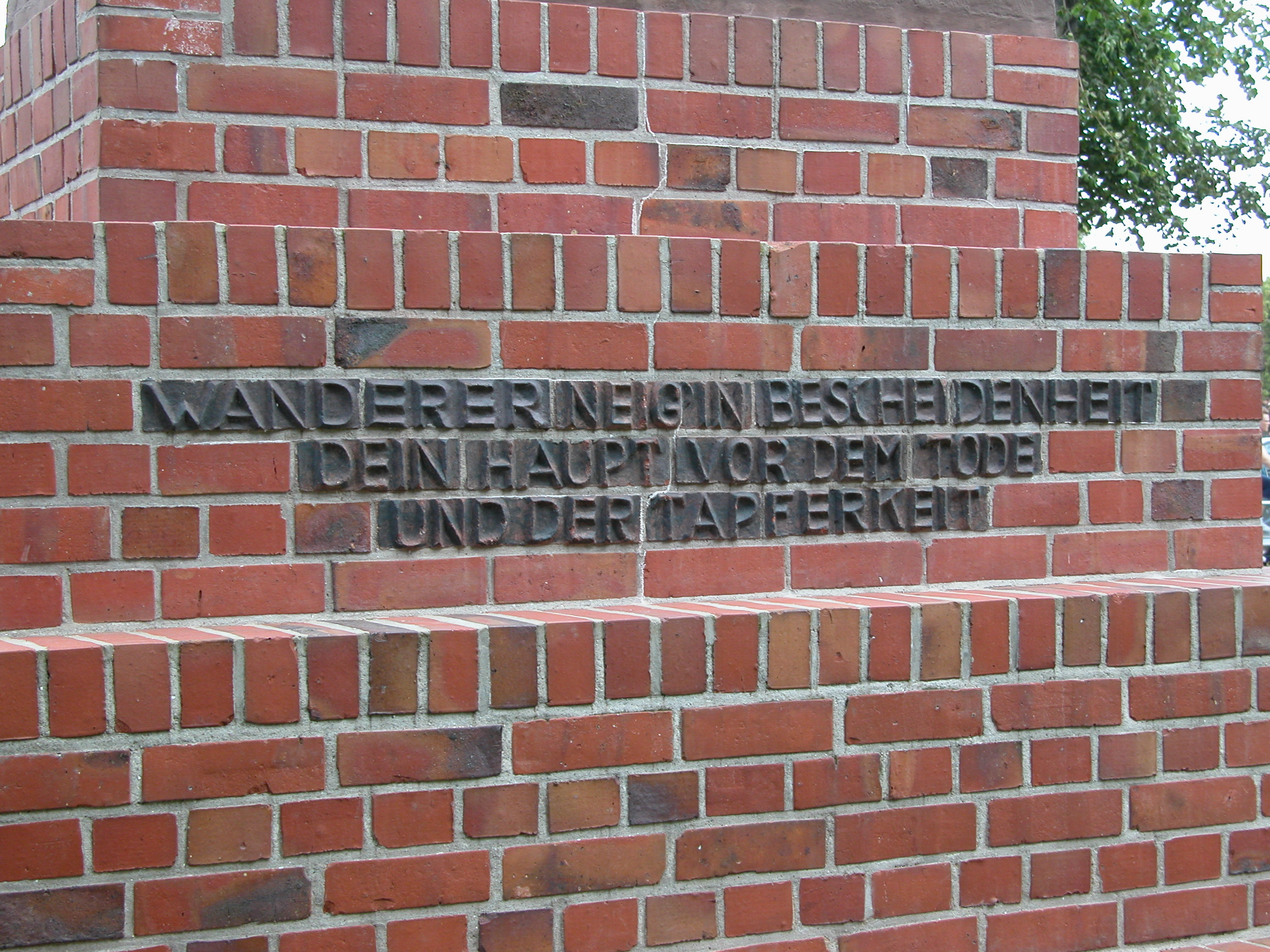
Denkmal Sockelrückseite

| Inschriften des Denkmalsockels:                                                                                               |
| WANDERER NEIG IN BESCHEIDENHEIT DEIN HAUPT VOR DEM TODE UND DER TAPFERKEIT                                                    |
| 1914/1918 UNSEREN HELDEN INF. REGT. HERZOG VON HOLSTEIN (HOLST.) NR.85 UND DES TRADITIONSTRUPPENTEILS II./ I. R. 46 1939–1945 |

## Archive
Im Geheimen Staatsarchiv Preußischer Kulturbesitz sind im Bestand VIII. HA MKB Aufzeichnungen zum „Holsteinisches Infanterie-Regiment Nr. 85“ mit Militärkirchenbücher vorhanden.